# Tipula multibarbata
Tipula multibarbata är en tvåvingeart som beskrevs av Alexander 1935. Tipula multibarbata ingår i släktet Tipula och familjen storharkrankar. Inga underarter finns listade i Catalogue of Life.